# Jinja (stad)
Jinja är en stad i Uganda, cirka 80 kilometer öster om Kampala, vid Vita Nilens utlopp ur Victoriasjön. Folkmängden uppgår till cirka 80 000 invånare. Jinja är ett viktigt industriellt centrum. Vid Owen Falls i Nilen, strax väster om staden, finns ett vattenkraftverk, och i trakten finns stora sockerplantager.
Staden grundades av britterna 1901. Den fick status som stad 1957 i samband med byggandet av kraftverket i Owen Falls.

## Administrativ indelning
Jinja är indelad i tre administrativa divisioner:
- Central
- Masese Walukuba
- Mpumudde